# سكورتا

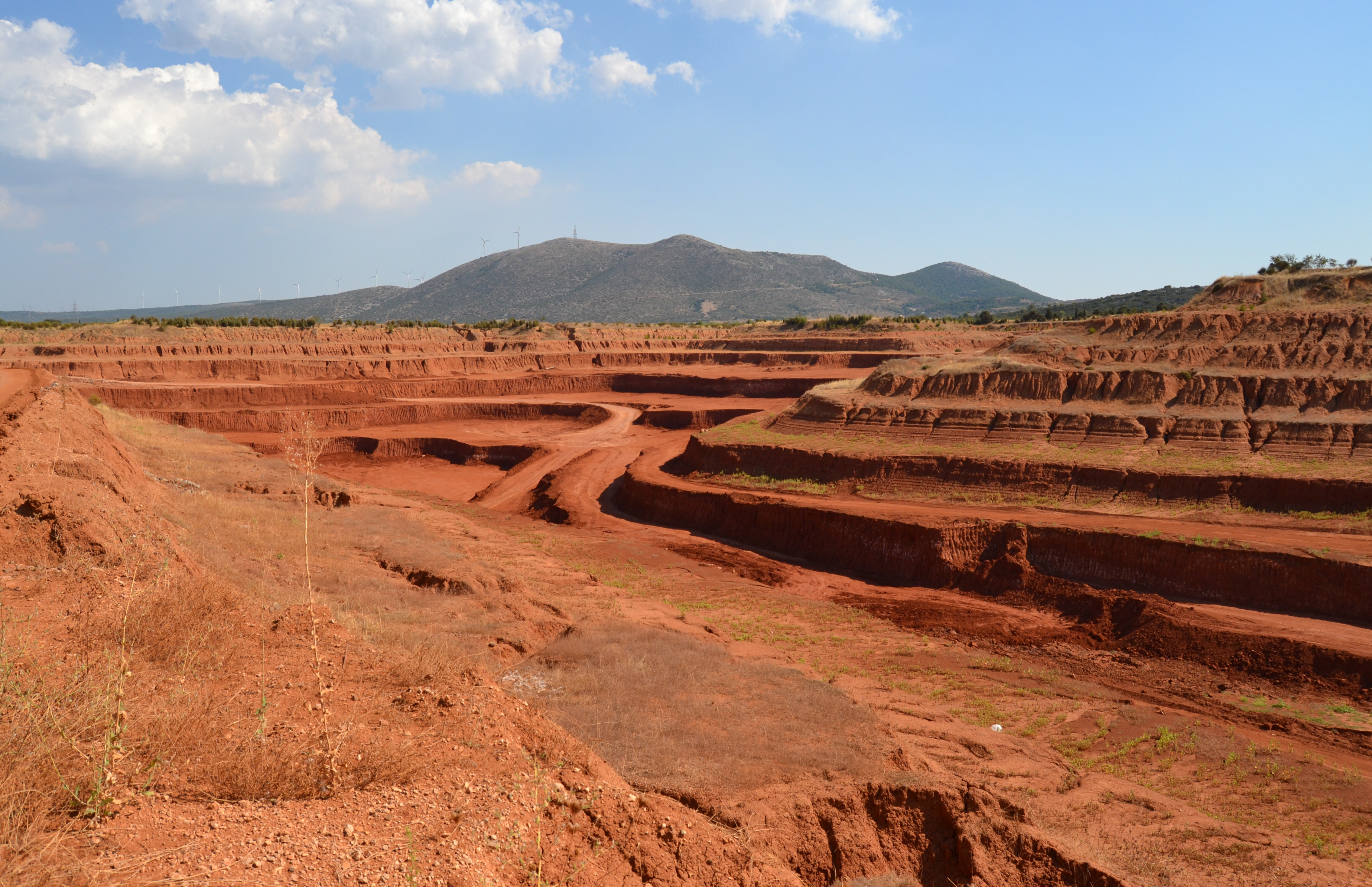
Clay pit near Skourta.

سكورتا (Σκούρτα) هي قرية في فويوتيا في مقاطعة كينتريكي إلادا في اليونان.